# Eremieni
Eremieni (węg. Nyárádszentimre) – wieś w Rumunii, w okręgu Marusza, w gminie Bereni. W 2011 roku liczyła 236 mieszkańców.